# Rochester International Classic 1997
La Rochester International Classic 1997 fou la 9a i última edició de la Rochester International Classic, antigament anomenada Wincanton Classic i més tard Leeds International Classic. La cursa es disputà el 17 d'agost de 1997, sent el vencedor final l'italià Andrea Tafi, que s'imposà en la meta de Rochester.
Va ser la setena cursa de la Copa del Món de ciclisme de 1997.

## Classificació final
|    | Ciclista             | Equip                 | Temps      |
| -- | -------------------- | --------------------- | ---------- |
| 1  | Andrea Tafi          | Mapei-GB              | 6h 07' 42" |
| 2  | Andrea Ferrigato     | Roslotto-ZG Mobili    | + 43"      |
| 3  | Gianluca Bortolami   | Festina-Lotus         | m. t.      |
| 4  | Stéphane Heulot      | La Française des Jeux | m. t.      |
| 5  | Andrea Vatteroni     | Scrigno-Gaerne        | m. t.      |
| 6  | Maximilian Sciandri  | La Française des Jeux | + 49"      |
| 7  | Roberto Petito       | Saeco-Estro           | + 55"      |
| 8  | Daniele Nardello     | Mapei-GB              | m. t.      |
| 9  | Oleksandr Gontxenkov | Roslotto-ZG Mobili    | m. t.      |
| 10 | Alberto Elli         | Casino                | m. t.      |